# Japanse heggenmus
De Japanse heggenmus (Prunella rubida) is een zangvogel uit de familie van heggenmussen (Prunellidae).

## Verspreiding en leefgebied
De soort is endemisch in Japan.